# ليه ويد
ليه ويد هو منافس ألعاب قوى كندي، ولد في 1909، وتوفي في 5 مايو 1980.

## وصلات خارجية
- ليه ويد على موقع أوليمبيديا (الإنجليزية)
- ليه ويد على موقع اتحاد ألعاب الكومنولث (مؤرشف) (الإنجليزية)